# Інтершум
Інтерш́ум — термін, що вживається в журналістиці, шум із місця, де відбувалося знімання, «задній план» знімання. Наприклад, під час запису репортажу з футбольного матчу — звуки на стадіоні.

## Значення в телебаченні
Записується через накамерний мікрофон, що уловлює усі шуми оточення. Якщо закадрового тексту немає, то інтершум транслюється в ефір повністю (з рівнем гучності знімання). Якщо закадровий текст є, то рівень інтершуму знижують під час монтажу. Зазвичай, повністю інтершум не прибирають, бо він створює «ефект присутності» місця, в якому відбувалося знімання.